# EverQuest
EverQuest (EQ) is een 3D Fantasy MMORPG. Het is uitgebracht op 16 maart 1999. Het is ontworpen door Verant Interactive en uitgegeven in de VS door Sony Online Entertainment (SOE) en in Europa door Ubisoft. Het tweede deel, EverQuest II, is uitgegeven in 2004. In 2015 zijn Everquest en andere games van SOE afgestoten door Sony en ondergebracht in het bedrijf Daybreak Game Company.
Aanvankelijk vereiste het spel een periodieke abonnementsbetaling. Inmiddels is er de keus tussen een gratis (beperkt)abonnement en een betaald abonnement met diverse bonussen. Bij aanschaf van de meest recente uitbreiding verkrijgt een speler toegang tot eerdere versies van het spel. 

## Uitbreidingen
1. The Ruins of Kunark (maart 2000)
2. The Scars of Velious (december 2000)
3. The Shadows of Luclin (december 2001)
4. The Planes of Power (oktober 2002)
5. The Legacy of Ykesha (februari 2003)
6. Lost Dungeons of Norrath (september 2003)
7. Gates of Discord (februari 2004)
8. Omens of War (september 2004)
9. Dragons of Norrath (februari 2005)
10. Depths of Darkhollow (september 2005)
11. Prophecy of Ro (februari 2006)
12. The Serpent's Spine (september 2006)
13. The Buried Sea (februari 2007)
14. Secrets of Faydwer (november 2007)
15. Seeds of Destruction (oktober 2008)
16. Underfoot (december 2009)
17. House of Thule (oktober 2010)
18. Veil of Alaris (november 2011)
19. Rain of Fear (november 2012)
20. Call of the Forsaken (oktober 2013)
21. The Darkened Sea (oktober 2014)
22. The Broken Mirror (november 2015)
23. Empires of Kunark (november 2016)
24. Ring of Scale (december 2017)
25. The Burning Lands (december 2018)
26. Torment of Velious (december 2019)
27. Claws of Veeshan (december 2020)

## Prijzen en nominaties
- 'Multiplayer Game of the Year' in 2001 van Computer Gaming World
- 'Top 15 Game of All Time' in 2001 van GameSpy
- '50 Best Games of All Time' in 2005 van PC Gamer

## Trivia
- Het spel heeft een ster op de Walk of Game.
- Het spel is opgenomen in het boek 1001 Video Games You Must Play Before You Die van Tony Mott.